# Vallio (Roncade)
Vallio (Valio [ˈvajo] in veneto) è una frazione di Roncade, in provincia di Treviso.

## Geografia fisica
Vallio è situata a 3 km a nord-est del capoluogo comunale,(Roncade) sorgendo lungo il fiume omonimo. Si trova inoltre in prossimità dei confini con Monastier di Treviso (nord-est) e Meolo (sud-est).

## Storia
È uno degli abitati più antichi del comune e viene citata per la prima volta in una bolla di papa Eugenio III del 1152: vi è ricordata la chiesa di San Nicolò, pieve matrice delle altre chiese roncadesi. Si è ipotizzato dunque che qui in età romana sorgesse un vicus, al quale fu associata una chiesa poco dopo la fondazione della vicina abbazia di Monastier (VII-VIII secolo).
L'abitato decadde nel XIV secolo in seguito a pestilenze e alluvioni (come quelle del 1330 e del 1362). Il territorio, assieme al titolo di pieve, passò alla chiesa di San Cipriano.
La zona fu bonificata e ripopolata solo nel Cinquecento grazie all'interessamento della famiglia patrizia dei Pesaro. La chiesa, ricostruita già nel Quattrocento, fu per tre secoli oggetto di rivendicazioni da parte degli abitanti di Vallio, che intendevano ristabilire il titolo di pieve "sottratto" da San Cipriano.

## Monumenti e luoghi d'interesse
La chiesa parrocchiale si trova sulla riva del fiume Vallio ed è intitolata a San Nicola di Bari e conserva l'organo di Gaetano Callido suonato per molti anni da Andrea Lucchesi.